# 犬飼愛生
犬飼 愛生（いぬかい あおい、1978年 - ）は日本の詩人、作家。京都府出身。関西詩人協会所属。

## 略歴
1978年、京都府に生まれる。中学生の頃から、新聞に詩の投稿を始める。大阪芸術大学文芸学科に入学し、本格的な詩作を学ぶ。
2007年に第三回「詩学」最優秀詩人賞受賞。2019年に第二十一回 小野十三郎賞詩集部門受賞。

## 主な著作

### 詩集
- 『stork mark』（らんか社、2018年）
- 『百年たっても僕らをこんな気持ちにさせるなんてすごいな』（発行所書肆ブン、2020年）[2]
  - 『カンパニュラ』
  - 『なにがそんなに悲しいの』
  - 『stork mark ストークマーク』
- 『手癖で愛すなよ』（七月堂、2023年）

### エッセイ
- 『それでもやっぱりドロンゲーム』（アフリカキカク、2021年）